# Елперсбител
Елперсбител (њем. Elpersbüttel) општина је у њемачкој савезној држави Шлезвиг-Холштајн. Једно је од 115 општинских средишта округа Дитмаршен. Према процјени из 2010. у општини је живјело 919 становника. Посједује регионалну шифру (AGS) 1051027.

## Географски и демографски подаци
Елперсбител се налази у савезној држави Шлезвиг-Холштајн у округу Дитмаршен. Општина се налази на надморској висини од 2 метра. Површина општине износи 30,2 km². У самом мјесту је, према процјени из 2010. године, живјело 919 становника. Просјечна густина становништва износи 30 становника/km².